# George Town (Bahamas)
Pour les articles homonymes, voir Georgetown.
George Town est une ville des Bahamas situé sur les îles Exumas. Elle a une population de 2 488 habitants selon des estimations en 2012. 

## Histoire
Le bâtiment du gouvernement est une attraction touristique populaire inspirée par l'architecture de Nassau. Le port en eau profonde est un lieu de prédilection pour les plaisanciers. Des pirates utilisent le port au XVIIe siècle et au XVIIIe siècle des propriétaires de forêts de Virginie s'installent dans la ville. Pendant la Seconde Guerre mondiale, la marine américaine occupent le port.
L'aéroport international d'Exuma est situé au nord-ouest de George Town et relie les Bahamas aux États-Unis. 